# Grand Trunk Road
De Grand Trunk Road is een belangrijke historische verkeersader op het Indiaas Subcontinent. De meer dan 2500 km lange weg verbond ooit het westen en oosten van het Subcontinent met elkaar, tot de stichting van de staten Bangladesh, India, Pakistan en Afghanistan het verkeer deed afnemen. Delen van de Grand Trunk Road vormen nog steeds belangrijke wegen in de afzonderlijke landen.

## Route
De Grand Trunk Road begon in het westen in Kabul, ging over de Khyberpas naar Pesjawar, dan verder door Attock, Rawalpindi, Lahore, Amritsar, Ambala, Delhi, Kanpur, Allahabad, Benares en Calcutta. De weg eindigde in Sonargaon in het tegenwoordige Bangladesh.
Het Indiase deel van de weg tussen Calcutta en Delhi is tegenwoordig National Highway 2, het gedeelte tussen Delhi en Wagah (de Indiaas-Pakistaanse grens tussen Amritsar en Lahore) is de National Highway 1.

## Geschiedenis
Al in de tijd van het Mauryarijk (4e eeuw voor Christus) ging een belangrijk deel van de handel van India met West-Azië en de Griekse wereld over de steden in het noordwesten van het Subcontinent, waarvan Taxila de belangrijkste was. Taxila was per weg verbonden met andere steden in het Mauryarijk. De Maurya's hadden een weg gebouwd van Taxila tot Paliputra (tegenwoordig Patna in Bihar).
In de 16e eeuw werd de weg opnieuw in gebruik genomen onder Sher Shah Suri, die op die manier de ver uit elkaar gelegen provincies van zijn enorme rijk met elkaar verbond. Sher Shah liet het gedeelte tussen Agra en Sasaram in Bihar aanleggen. Nog in zijn regeringsperiode zou de weg worden uitgebreid tot aan Multan in het westen en Sonargaon in het oosten. Deze Sadak-e-Azam (grote weg) was de voorloper van de Grand Trunk Road.
Onder de Mogols, die na de dood van Sher Shah zijn rijk overnamen, werd de weg in het westen vanaf Delhi tot aan Kabul over de Khyberpas uitgebreid. De weg werd verbeterd in de tijd van de Britten, die de weg de bijnaam Grand Trunk Road gaven (een andere bijnaam was the Long Walk). De weg verbond Calcutta met Pesjawar en vormde de belangrijkste verkeersader van Brits-Indië.
Eeuwenlang was de weg de belangrijkste route voor reizigers, handelaren en postbodes in de regio. Aan de weg lagen vele karavanserais en langs de weg waren bomen aangeplant om de reizigers schaduw te bieden. De weg maakte het buitenlandse legers echter ook gemakkelijker snel diep in India door te dringen. De weg hielp bijvoorbeeld Afghaanse en Perzische plunderaars aan het einde van de Mogolperiode en het Britse leger bij de verovering van de Noord-Indiase vlakte vanuit Bengalen.
De Brits-Indische schrijver Rudyard Kipling beschreef de weg als een rivier van leven zoals er nergens anders ter wereld bestaat. Onder andere dankzij Kipling is de weg een bekend fenomeen uit de koloniale tijd geworden.
Tegenwoordig wordt in Pakistan het gedeelte tussen Lahore en Rawalpindi verbonden door een autosnelweg. In India is het gedeelte tussen Delhi en Calcutta onderdeel van de zogenaamde Golden Quadrilateral, een netwerk van autobanen dat de belangrijkste vier steden van het land met elkaar verbindt.